# 伏索利肽
伏索利肽是一种用于治疗軟骨發育不全症的药物。伏索利肽由拜瑪林製藥研發。 
有患者在注射伏索利肽後注射部位會肿胀、瘙痒、發紅或疼痛，還有患者會呕吐和血压下降。這些都是常見的副作用   
2021年8月，伏索利肽在欧盟國家获批上市 ，并于2021年11月在美国获批上市 。伏索利肽在美国和欧盟具有孤儿药地位。 